# 英厄·艾德斯泰特
英厄·艾德斯泰特（瑞典語：Inge Ejderstedt，1946年12月24日—），瑞典男子足球运动员，司职中场。他曾代表瑞典国家队参加1970年和1974年国际足联世界杯，其中1970年世界杯止步第一轮，1974年世界杯止步第二轮。